# Race Imboden
Race Imboden (Tampa (Flórida), 17 de abril de 1993) é um esgrimista e modelo estadunidense, medalhista olímpico.

## Carreira
Race Imboden representou seu país nos Jogos Olímpicos de Verão de 2016, no florete. Conseguiu a medalha de bronze no Florete por equipe.